# Франческо Бароцці
Франче́ско Бар́оцці (лат. Franciscus Barocius; 9 серпня 1537 — 23 листопада 1604) — італійський математик, астроном і гуманіст.

## Життєпис
Народився на острові Крит у Кандії (нині Іракліон), який в той час був володінням Венеційської республіки. Був сином венеційського аристократа Якопо Бароцці. Навчався в Падуї, вивчав філософію і математику в Падуанському університеті, де одним з його вчителів був Марко Антоніо де Пассері. 1559 року, на восьмому році навчання, він почав читати в університеті лекції з математики (наступного року його промови було опубліковано). Шість лекцій того року були присвячені коментарям Прокла до першої книги «Начала Евкліда». 1560 року був опублікований латинський переклад цих коментарів. 1559 року він також читав в університеті лекції про сферу Сакробоско, вказавши на 84 помилки вченого.
Бароцці зробив також переклади багатьох праць інших давніх вчених, зокрема він переклав математичні праці Герона, Паппа Олександрійського і Архімеда.
Бароцці опублікував також коментар до «темного» уривку у творчості Платон, а саме про геометричну фігуру у восьмій книзі «Держави» (1566). Також опублікував працю про побудову асимптоти з описом циркуля для креслення конічних перетинів (1586). Есе про середньовічну гру з числами «Rythmomachia», опубліковане ним у Венеції 1572 року італійською мовою, було перекладене німецькою мовою Августом II Брауншвайзьким.
Бароцці листувався з багатьма математиками, зокрема з німецьким єзуїтом Христофором Клавієм.
Більшу частину свого життя жив у Венеції. Маєток на Криті, успадкований від батька, приносив йому значний прибуток, тож він міг займатися науковою діяльністю, хоча й не займав жодних академічних посад.

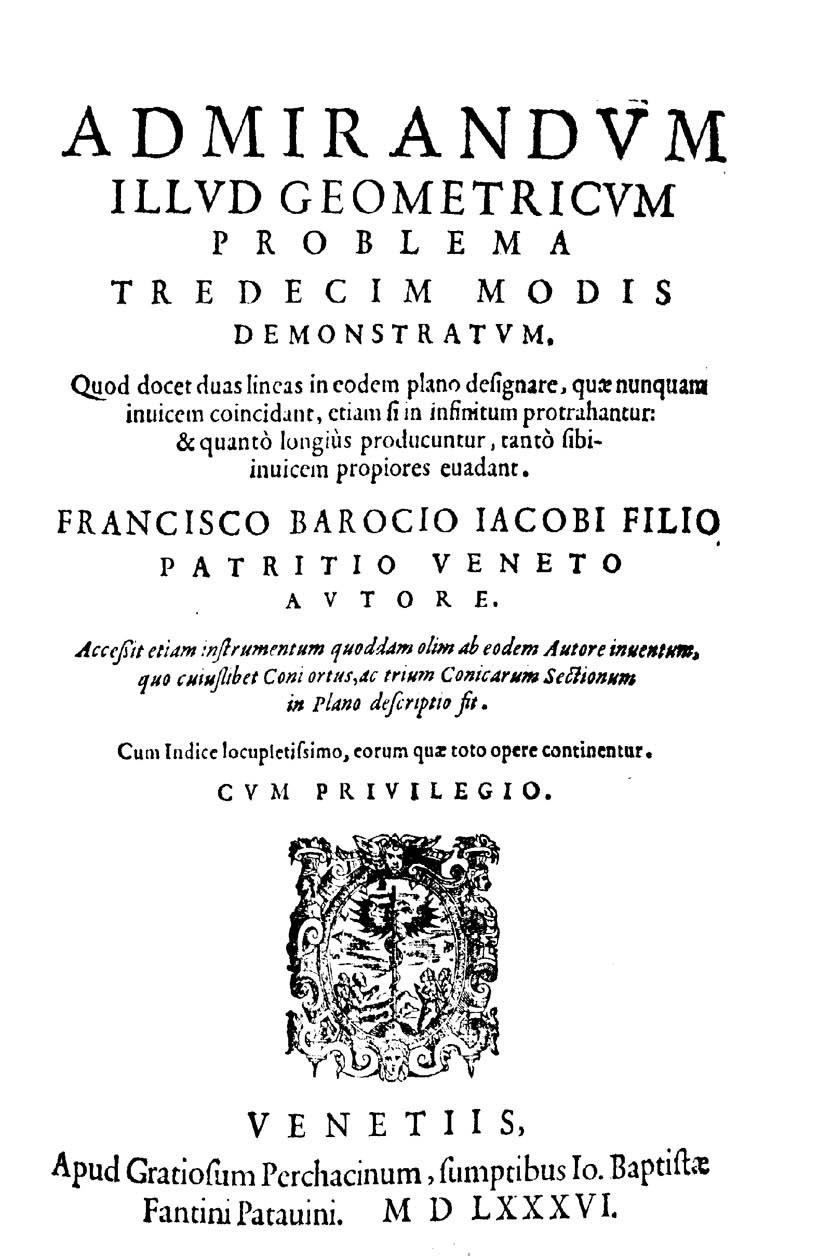
Admirandum illud geometricum problema tredecim modis demonstratum

Бароцці належить також авторство таких праць: «Cosmographia in quatuor libros distributa summo ordine, miraque facilitate, ac brevitate ad magnam Ptolemaei mathematicam constructionem, ad universamque astrologiam institutens» (1585) і «Admirandum illud geometricum problema tredecim modis demonstratum quod docet duas lineas in eodem plano designare, quae nunquam invicem coincidant, etiam si in infinitum protrahantur: et манка longius producuntur, tanto sibiinuicem propiores euadant» (1586).
Інтерес Бароцці до пророцтв виявився в опублікуваній ним «Pronostico Universale di tutto il mondo» (Болонья, 1566), збірнику пророцтв Нострадамуса на період 1565—1570 років. 1577 року він також опублікував збірку загадкових пророцтв «Oracula Leonis» («оракули Лева Мудрого»).
1587 року він був звинувачений у віровідступництві, підозрі в єресі та в участі в окультизмі, — не тільки в своїх власних діях, але й у підбурюванні деяких родичів до забобонів і чаклунства. Зокрема, його звинувачували в підтримці вчень Корнеліуса Агріппи та П'єтро д'Абано. Бароцці був визнаний винним і був змушений пожертвувати срібні хрести й отримав лише умовний термін тюремного ув'язнення.
Бароцці зібрав значну колекцію давніх рукописів, біблійних та інших текстів. Вона була успадкована його небожем Якопо Бароцці (1562—1617), який її значно примножив. 1629 року колекцію було придбано Оксфордським університетом, тож тепер вона знаходиться в Бодліанській бібліотеці.
Помер у Венеції 23 листопада 1604 року. Під час відвідування книгарні в парафії Сан-Моїзе у нього стався напад інсульту.
Його ім'ям був названий місячний кратер.

## Твори

### Астрономія
- Cosmographia in quatuor libros distributa summo ordine, miraque facilitate, ac brevitate ad magnam Ptolemaei mathematicam constructionem, ad universamque astrologiam institutens (1585), трактат присвячений графу Урбіно. Ця праця розглядає космографічну систему Птолемея.

### Математика
- Admirandum illud geometricum problema tredecim modis demonstratum quod docet duas lineas in eodem plano designare, quae nunquam invicem coincidant, etiam si in infinitum protrahantur: et quanto longius producuntur, tanto sibiinuicem propiores euadant (1586). Цей трактат з геометрії розглядає 13 способів побудови паралельної прямої до іншої прямої.
- Opusculum: in quo una Oratio et due Questiones, altera de Certitudine et altera de Medietate Mathematicarum continentur. У цій праці Бароцці заявляє, що " однозначність математики спирається на синтаксичну строгість її вираження "[7]
- Rythmomachia (1572), праця, присвячена Камілле Палеотті, сенатору Болоньї, є математичною грою.

### Переклади
- Pronostico Universale di tutto il mondo (Болонья, 1566), переклад збірника пророцтв Нострадамуса за 1565-1570 роки.
- Oracula Leonis (1577), переклад збірки зашифрованих пророцтв, які приписувалися візантійському імператору Леву VI. Переклад присвячено губернатору острова Крит Джакомо Фоскаріні.